# 大橋俊雄
大橋 俊雄（おおはし しゅんのう、1925年〈大正14年〉9月1日 - 2001年〈平成13年〉12月26日）は、日本仏教史学者。初名は「登志夫」、のち「俊雄」（としお→しゅんのう）。

## 略歴
神奈川に生まれる。1948年大正大学仏教学部仏教学科卒業。元々は真宗大谷派の門徒の家に生まれたが、浄土宗にて得度・受戒し、横浜市泉区岡津町の西林寺に入り住持を務める。
横浜市立高等学校や、藤嶺学園藤沢高等学校教諭、大正大学非常勤講師、日本文化研究所講師などを務めた。1992年「一遍智真の宗教に関する成立史的研究」により、立正大学から文学博士の学位を受ける（論文は未刊行）。晩年、浄土宗本山蓮華寺貫主となる。2001年、肺癌のため横浜の自宅にて死去。76歳。

## 時宗研究者として
大学在学中、のちに遊行72代・藤沢55世（時宗法主）他阿一心となる寺沼琢明の授業を受け、時宗研究に目覚める。戦前から着目していた赤松俊秀とともに、戦後の学界で時宗研究の先鞭をつけたのは大橋といえる。笠原一男と親しくし、日本史における時宗研究の意義を広めた。「時宗文化研究所」研究員（所員は大橋のみ）として、金井清光発行の『時衆研究』編集を56号より引き受け、100号で終刊を迎えた。

## 評価
- 時宗は中世には、時衆であって宗旨ではなかったが、大橋も例外なく宗派史観から脱することはできなかった。また、多数の業績を遺しているが、古いタイプの研究者らしく典拠をしばしば省くことがあり、孫引きが少なくなかったようである。ただパイオニアとしての功績はそれらを補って余りある。概説書はわかりやすく、時宗研究を志す者には必読となっている。
- 金井清光によると、子女を二人同時に亡くすという災難に見舞われながら、『時衆研究』を遅滞なく刊行したという。
- 時宗宗門からは、金井清光とともに、他阿一心法主より一度表彰されただけであった。また所属する浄土宗からも冷遇された（晩年は講話の小冊子「法然さまと選択本願念仏集」を、浄土宗で公刊するなど認められていた）。そのため、後年は時宗および浄土宗の異流とされた、一向俊聖が開祖である一向派研究に力を注いだ。一向派寺院の親睦団体である八葉会教学顧問となり、史料集を多数執筆する。後年に一向派の血脈を相承し、本寺であった蓮華寺の貫主に推戴された。

## 著作
- 『番場時衆のあゆみ』浄土宗史研究会、1963年
- 『法然 その行動と思想』評論社〈日本人の行動と思想〉、1970年、度々再版
- 『一遍 その行動と思想』評論社〈日本人の行動と思想〉、1971年
- 『遊行聖 庶民の佛教史話』（大蔵出版〈大蔵選書〉、1971年、再版1977年）
- 『時宗の成立と展開』（吉川弘文館〈日本宗教史研究叢書〉、1973年）
- 『踊り念佛』（大蔵出版〈大蔵選書〉、1974年）
  - 『踊念仏』（ちくま学芸文庫、2024年12月）
- 『一遍と時宗教団』（教育社歴史新書、1978年）
- 『法然と浄土宗教団』（教育社歴史新書、1978年）
- 『宗仲寺史』（宗仲寺、1979年11月）
- 『一遍』（吉川弘文館〈人物叢書〉、1983年、新装版1988年）
- 『中世仏教の基礎知識』（東京美術「東京美術選書」、1984年）
- 『仏教の宇宙』（東京美術「東京美術選書」、1986年）
- 『行誡上人の生涯 近世の名僧 行誡上人百年忌記念』（東洋文化出版、1987年11月）
- 『法然入門』（春秋社、1989年）
- 『一遍入門』（春秋社、1991年）
- 『法然』（講談社学術文庫、1998年4月）
- 『一遍聖』（講談社学術文庫、2001年4月）

### 訳・校注
- 『時衆過去帳』（教学研究所、1964年）
- 『法然 一遍　日本思想大系10』[注釈 1]（岩波書店、1971年、新版「原典日本仏教の思想」1991年） 
  - 『一遍上人語録－付播州法語集－』（岩波文庫、1985年）
  - 『選択本願念仏集』（岩波文庫、1997年）
- 『専念寺 隆円上人集』（大和学芸図書、1981年1月）
- 『法然全集』全3巻（春秋社、1989年、新版2001年、2010年）
- 『法然上人絵伝』（春秋社「全集別巻1・2」 1994年）
  - 『法然上人絵伝』（岩波文庫 上・下、2002年）
- 『一遍聖絵』（岩波文庫、2000年）

### 編著・共著
- 『時宗二祖 他阿上人法語』（大蔵出版、1975年）
- 『浄土宗仏家人名事典 「近代篇」』（東洋文化出版、1981年11月）
- 『山陰・山陽の古寺　全集日本の古寺17』（集英社、1985年）
- 『浄土宗必携』（斎々坊、1995年）、のち簡易装丁版
- 『一遍　浄土仏教の思想 第11巻』（講談社、1992年）、他は証空 上田良準
- 『死のエピグラム 「一言芳談」を読む』（訳注・春秋社、1996年）、吉本隆明解説
- 『浄土宗近代百年史年表』（東洋文化出版、1987年4月）
- 『法然さまと選択本願念仏集　時代が求めたもの』（なむブックス・浄土宗出版、1998年12月）、小冊子

### 論文
- CiNii>大橋俊雄
- INBUDS>大橋俊雄

## 伝記
- 大橋俊雄「時衆研究を志して」（自叙伝・遺稿。『時衆文化 5』、2002年4月号）
- 金井清光「大橋俊雄氏の人と学問」（同上）
- 朝日新聞2002年1月15日付訃報記事。
- 『偲び草』（西林寺、2002年2月。追悼遺稿集・略伝）